# 腺叶大红蔷薇
腺叶大红蔷薇（学名：Rosa saturata var. glandulosa）为蔷薇科蔷薇属下的一个变种。

## 扩展阅读
- 維基物種上的相關：腺叶大红蔷薇